# Bacera
Se da el nombre de bacera a la inflamación gangrenosa del bazo.
El término se emplea sobre todo para los animales, aunque es empleada de forma local en Castellón para la leishmaniasis visceral, que provoca, entre otras cosas, inflamación del bazo o esplenomegalia.
Esta enfermedad está poco observada en el caballo , pero los rumiantes la padecen con mucha frecuencia; es epizoótica, contagiosa y se le dan comúnmente el nombre de bazo o bacera. 
Se presenta de preferencia en los veranos secos y excesivamente calientes y pueden también producir este afecto los cambios repentinos de la atmósfera, la escasez del agua o tener que ir muy lejos los animales a beberla cuando hace mucho calor, la mala naturaleza de los pastos o su abundancia en tiempo de primavera, las aguas encharcadas, cenagosas y cargadas de principios animales y vegetales en putrefacción, la poca salubridad del aire, el trabajo excesivo y el contagio.

## Síntomas
Los animales con bacera tienen debilidad, tristeza, inapetencia y cesación de la rumia. En los bueyes los ojos están turbios, legañosos y medio cerrados; el calor desigualmente repartido en la superficie del cuerpo; echan sangre por la nariz; el lado izquierdo del vientre está más elevado que el derecho; cuando andan, la extremidad abdominal izquierda la mueven con dificultad de modo que no llega a la huella o pista de las torácicas. Las ovejas se sacuden las orejas cuando están paradas y las tienen caídas y sobre todo, orinan sangre cuando se les tapa la respiración.
Los desórdenes cadavéricos que se observan en los animales muertos de esta enfermedad no son constantes en todos, pues en unos se limitan a la cavidad abdominal, y en otros se extienden, no solo a las demás del cuerpo sino también a otros muchos tejidos. Las alteraciones que con más frecuencia se han presentado en los animales que han perecido de bacera son las siguientes. 
- la sustancia del bazo ordinariamente es blanda y sin cohesión, su volumen dos o tres veces mayor que en el estado natural y contiene una sangre espesa disuelta, algunas veces espumosa y roja; su color es más oscuro que cuando está sano; sus adherencias tienen mayor o menor número de manchas lívidas y gangrenosas
- los estómagos contienen alimentos mal digeridos y en fermentación pútrida de la que se desprende una porción de aire inflamable; pero siempre están secos, aunque las sustancias alimenticias que hayan comido los animales antes de su muerte sean verdes: el cuarto estómago está generalmente gangrenado y contiene una serosidad amarilla y pútrida; la cara interna de los otros tres estómagos está sembrada de manchas de un color rojo oscuro
- los intestinos delgados están gangrenados y contienen un líquido semejante al del cuarto estómago; los gruesos no tienen tantas alteraciones; los excrementos que contienen unas veces son duros, otras líquidos, y nadan en una gran porción de fluido sanguinolento
- en el hígado se encuentran también algunas alteraciones y la vejiga de la hiel varía de volumen, unas veces es más grande y otras más pequeña; en este caso la bilis que contiene es muy líquida y de un color oscuro o negro
- los riñones se afectan poco, pero el tejido celular que los rodea está infiltrado de sangre, y la gordura disuelta. La vejiga de la orina generalmente está inflamada y el fluido que contiene es sanguinolento
- el recto, la matriz y la vulva están igualmente inflamadas; todo el sistema ganglionario del vientre está tumefacto y rodeado de una materia sanguinolenta
- entre cuero y carne se encuentran infiltraciones y manchas rojizas, amarillas, sanguinolentas o serosas; el tejido celular subcutáneo o intermuscular contiene un fluido aeriforme; en los sitios provistos de ganglios se presentan hinchazones blandas edematosas o enfisematosas y contienen además una porción de líquido aguanoso. La carne tiene algunas veces el color natural pero lo más ordinario es que esté negra y bañada de una sustancia acuosa
- el diafragma, el pulmón y el corazón participan más o menos de los desórdenes de la cavidad del vientre; el tejido de este último órgano está muy flojo y la sangre que contiene, como la de todo el sistema venoso, es líquida y la parte globulosa se halla separada de la serosa. En el pericardio y en las demás cavidades del pecho se encuentra una abundante cantidad de serosidad amarillenta
- la consistencia del cerebro es menor que en el estado natural, y en sus ventrículos hay mucha serosidad transparente o amarillenta. Los cadáveres de los animales muertos de bacera se pudren con mucha rapidez

## Consecuencias
La bacera es una enfermedad mortal y tan contagiosa que muchas personas y animales han muerto de carbuncos y de lobados por haber comido la carne de las reses muertas de bacera y aun por haberlas tocado. Ha habido ejemplar de comunicarse este mal y morir de él cuatrocientas ovejas por haberlas atado con legaderas o cuerdas hechas del pellejo de una oveja muerta de bacera; por consecuencia se debe prohibir el uso de la carne y de los demás productos de los animales que tienen esta enfermedad.
En el momento que se presenta esta afección, las miras del profesor se deben dirigir a evitar su propagación, separando los animales enfermos de los sanos y aun matando los primeros que se presenten afectados, cambiándolos de pastos, colocándolos en establos y sitios muy ventilados y que el trabajo no sea excesivo.